# Pilopleura
Pilopleura es un género  de plantas herbáceas perteneciente a la familia de las apiáceas.    Comprende 3 especies descritas y de estas, solo 2 aceptadas.

## Taxonomía
El género fue descrito por Borís Shishkin y publicado en Flora URSS 17: 358. 1951. La especie tipo es:	Pilopleura kozo-poljanskii Schischk. 

## Especies
A continuación se brinda un listado de las especies del género Pilopleura aceptadas hasta julio de 2013, ordenadas alfabéticamente. Para cada una se indica el nombre binomial seguido del autor, abreviado según las convenciones y usos.
- Pilopleura goloskokovii Pimenov
- Pilopleura tordyloides Pimenov